# Murakami Seiya
Murakami Seiya (sinh ngày 25 tháng 12 năm 1990) là một cầu thủ bóng đá người Nhật Bản.

## Sự nghiệp câu lạc bộ
Murakami Seiya hiện đang chơi cho Vanraure Hachinohe.